# The Rolling Stones No.2
The Rolling Stones No.2 es el segundo álbum de estudio de la banda británica The Rolling Stones en el Reino Unido, lanzado en 1965 a través de Decca Records. Siguiendo el éxito masivo que resultó The Rolling Stones, su álbum debut de 1964, The Rolling Stones No. 2 incluye principalmente versiones de R&B. Sin embargo, también aparecen tres canciones originales de la incipiente pareja compositora de Mick Jagger y Keith Richards.

## Grabación y lanzamiento
Con la tapa de 12 x 5, el segundo álbum de los Stones en Estados Unidos, lanzado en octubre de 1964, la lista de canciones de The Rolling Stones No. 2 en gran medida sería emulada para el próximo lanzamiento en los Estados Unidos The Rolling Stones, Now!. Mientras que Eric Easton fue co-acreditado como productor junto a Andrew Loog Oldham en el álbum de los Rolling Stones, Oldham tiene plenamente tareas de producción en The Rolling Stones No, 2, que fue grabado esporádicamente en el Reino Unido y Estados Unidos durante 1964. En impresiones de países como Países Bajos y Alemania, el título del álbum figura en la portada como The Rolling Stones Vol. 2, aunque la parte posterior de la carátula del álbum muestra el título original The Rolling Stones No. 2.
Un gran éxito en el Reino Unido en el momento de su lanzamiento, The Rolling Stones No. 2 permaneció 10 semanas en el #1 a comienzos de 1965, convirtiéndose en uno de los álbumes más vendidos de ese año. Debido a la preferencia de ABKCO Records hacia las ediciones norteamericanas, The Rolling Stones y The Rolling Stones No. 2 fueron pasados por alto tanto en 1986 en el relanzamiento en CD como en las remasterizaciones en SACD de 2002. Es así que, The Rolling Stones No. 2 ha estado fuera de impresión por muchos años y así fue ampliamente pirateado por los coleccionistas. Sin embargo, el álbum fue otra vez puesto a disposición del público como parte de un conjunto de caja de vinilo de edición limitada, titulado The Rolling Stones 1964-1969, en noviembre de 2010 y (por sí mismo) digitalmente al mismo tiempo.

## Lista de canciones
Todas las canciones escritas y compuestas por Jagger/Richards, excepto donde se indique. 
| Lado 1 |                                                                            |          |  |
| N.º    | Título                                                                     | Duración |  |
| 1.     | «Everybody Needs Somebody to Love» (Solomon Burke/Bert Berns/Jerry Wexler) | 5:03     |  |
| 2.     | «Down Home Girl» (Jerry Leiber/Arthur Butler)                              | 4:11     |  |
| 3.     | «You Can't Catch Me» (Chuck Berry)                                         | 3:38     |  |
| 4.     | «Time Is on My Side» (Norman Meade)                                        | 2:58     |  |
| 5.     | «What a Shame»                                                             | 3:03     |  |
| 6.     | «Grown Up Wrong»                                                           | 1:50     |  |

| Lado 2 |                                                        |          |  |
| N.º    | Título                                                 | Duración |  |
| 7.     | «Down the Road Apiece» (Don Raye)                      | 2:55     |  |
| 8.     | «Under the Boardwalk» (Arthur Resnick/Kenny Young)     | 2:48     |  |
| 9.     | «I Can't Be Satisfied» (Muddy Waters)                  | 3:26     |  |
| 10.    | «Pain in My Heart» (Allen Toussaint)                   | 2:11     |  |
| 11.    | «Off the Hook»                                         | 2:38     |  |
| 12.    | «Susie-Q» (Dale Hawkins/Stan Lewis/Eleanor Broadwater) | 1:51     |  |

## Créditos
The Rolling Stones
- Mick Jagger – voz, armónica, pandereta, percusión
- Keith Richards – guitarras, coros
- Brian Jones – guitarra, guitarra slide, teclados, armónica, percusión, coros
- Charlie Watts – batería, percusión
- Bill Wyman – bajo, coros

Personal adicional
- Jack Nitzsche – piano, 'Nitzsche' phone, pandereta
- Ian Stewart – piano

## Listas de éxitos
| Año  | Listas                    | Posición |
| ---- | ------------------------- | -------- |
| 1965 | UK Top 40 Albums          | 1        |
| 1965 | French SNEP Albums Charts | 45       |